# Gyöngyös
Gyöngyös est une ville hongroise de 33 000 habitants située à 75 km à l'est de la capitale Budapest, dans le comitat de Heves, au pied du massif de Mátra.

## Géographie
Gyöngyös est une ville du comitat de Heves, située au bord du ruisseau Gyöngyös, au pied du massif  montagneux Mátra. 
La ville est située à 75 kilomètres au nord-est de Budapest et à 35 kilomètres au sud-ouest de la ville d'Eger.

## Histoire
La ville fut un centre de commerce florissant pendant l'occupation ottomane.

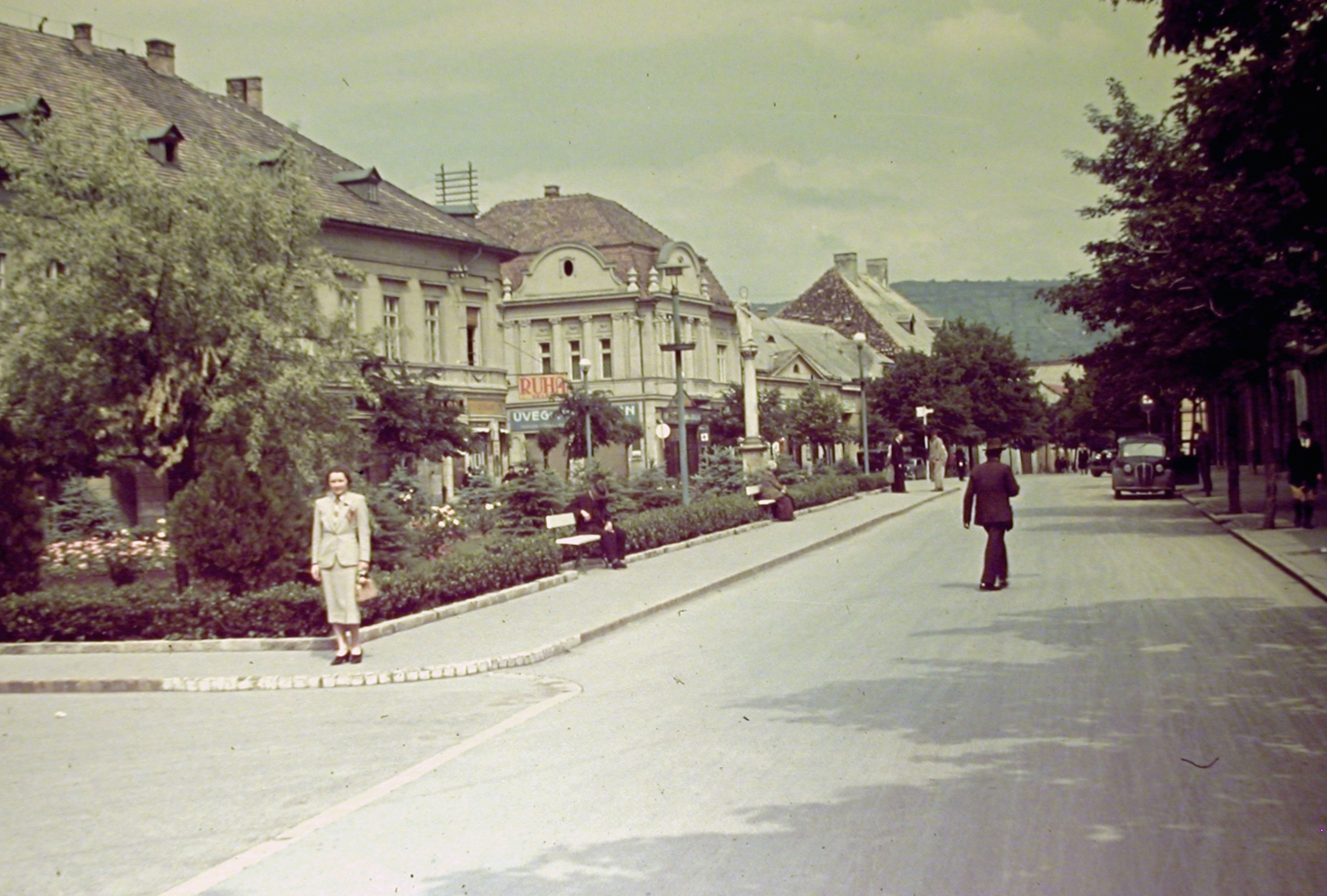
Gyöngyös en 1938.
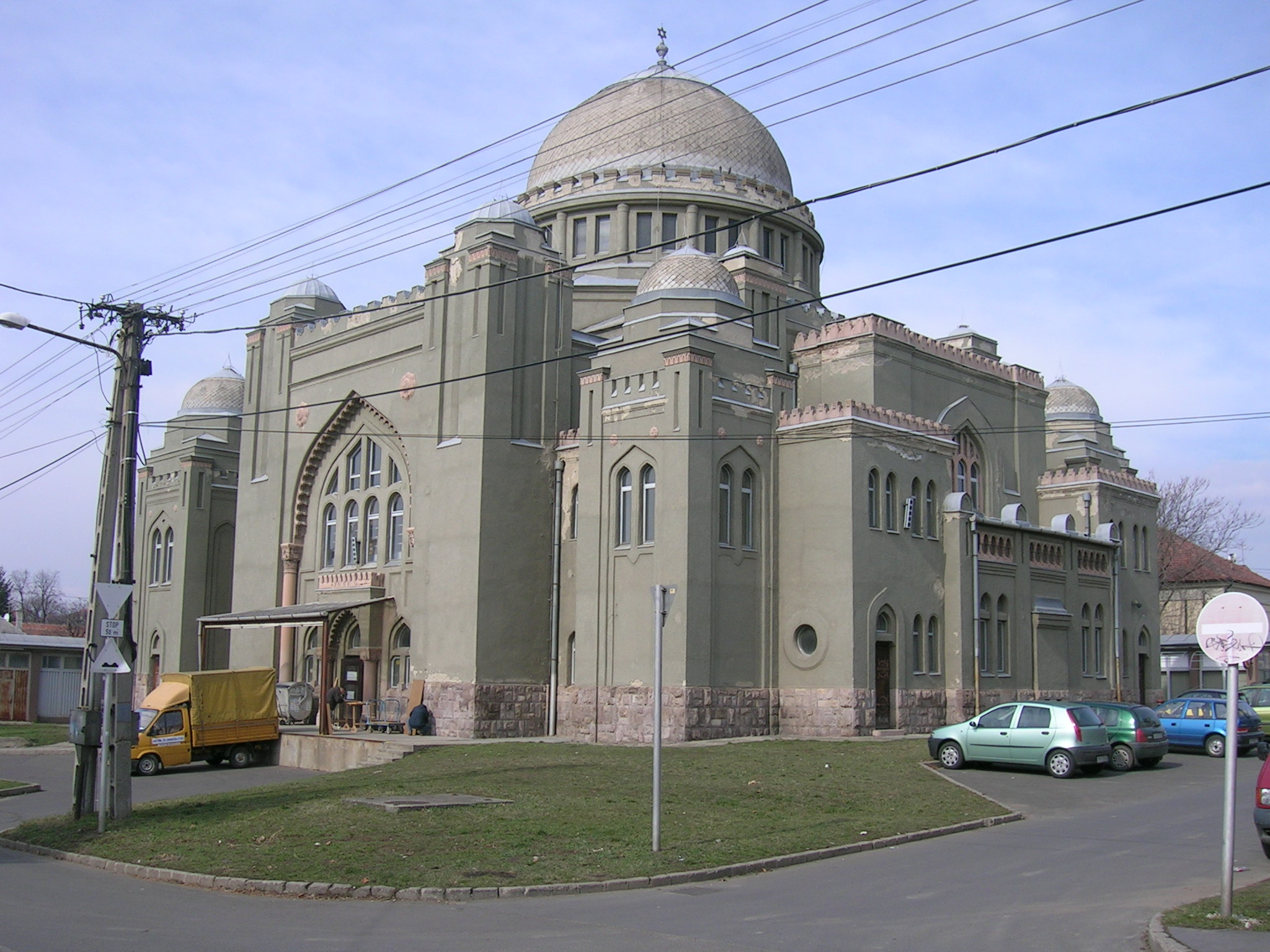
La synagogue désaffectée de Gyöngyös.

Gyöngyös abritait une importante communauté juive avant la Seconde Guerre mondiale. En 1942, les lois anti-juives sont adoptées dans la province et touchent les Juifs de la ville.
Après l'occupation de la Hongrie par l'armée allemande en mars 1944, 1 800 Juifs sont enfermés dans un ghetto. Certains seront sauvés par un Juste parmi les nations hongrois, mais la plupart sont déportés  et assassinés à Auschwitz.

## Population
| 1870   | 1880   | 1890   | 1900   | 1910   | 1920   |
| ------ | ------ | ------ | ------ | ------ | ------ |
| 16 622 | 16 843 | 16 950 | 17 301 | 19 422 | 19 647 |

| 1930   | 1941   | 1949   | 1960   | 1970   | 1980   |
| ------ | ------ | ------ | ------ | ------ | ------ |
| 21 213 | 24 053 | 21 969 | 28 573 | 30 306 | 36 282 |

| 1990   | 2001   | 2011   | 2022   | 2024   | - |
| ------ | ------ | ------ | ------ | ------ | - |
| 36 404 | 32 975 | 30 728 | 27 957 | 27 645 | - |

## Transports

### Transport routier
Les voies d'accès routiers les plus importantes de Gyöngyös sont l'autoroute M3 qui traverse le centre-ville et la route principale 3 qui passe à 8,4 kilomètres au sud du centre-ville.
La route principale 24 (hu) menant à travers le massif Mátra jusqu'à Eger part de Gyöngyös.

### Transport ferroviaire
La gare de Gyöngyös est le terminus de la ligne de Vámosgyörk à Gyöngyös.

### Bus locaux
Les transports publics à Gyöngyös sont assurés par Volánbusz. 
La ville est desservie par les six lignes de bus locales : 1, 1A, 2, 3, 3A, 4.

## Jumelages
La ville de Gyöngyös est jumelée avec :
| Ville | Ville          | Pays | Pays              | Période     |
| ----- | -------------- | ---- | ----------------- | ----------- |
|       | Choucha        |      | Azerbaïdjan       | depuis 2013 |
|       | Lendava        |      | Slovénie          | depuis 2019 |
|       | Luohe          |      | Chine             | depuis 2019 |
|       | Manisa         |      | Turquie           | depuis 2012 |
|       | Pieksämäki     |      | Finlande          | depuis 2000 |
|       | Ringsted (en)  |      | Danemark          | depuis 1973 |
|       | Sanok          |      | Pologne           | depuis 2003 |
|       | Târgu Secuiesc |      | Roumanie          | depuis 1995 |
|       | Zeltweg        |      | Autriche          | depuis 1993 |
|       | Štip (en)      |      | Macédoine du Nord | depuis 2002 |

## Sports
Le club de handball de la ville, le Gyöngyösi KK évolue en Championnat de Hongrie masculin de handball depuis 2011.

## Personnalités liées à la commune
- Vera Gheno (1975-), universitaire, essayiste et traductrice italienne.
- Károly Kamermayer (1829–1897), politicien
- Rudolf von Brudermann (1851–1941), général
- Gedeon Richter (1872–1944), pharmacien
- László Polgár (1946–), joueur d'échecs
- Gábor Vona (1978–), politicien

## Galerie

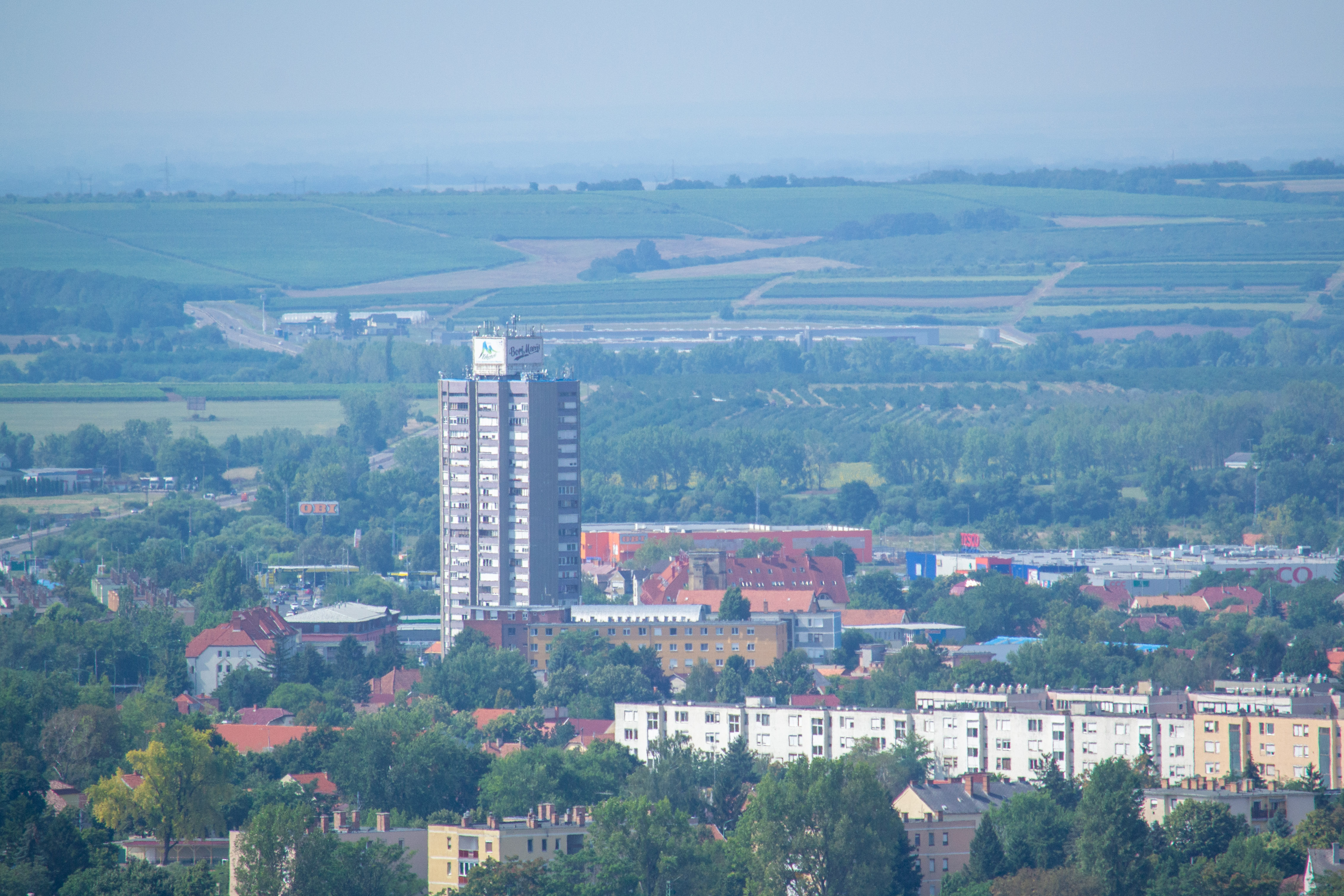
Tour résidentielle.
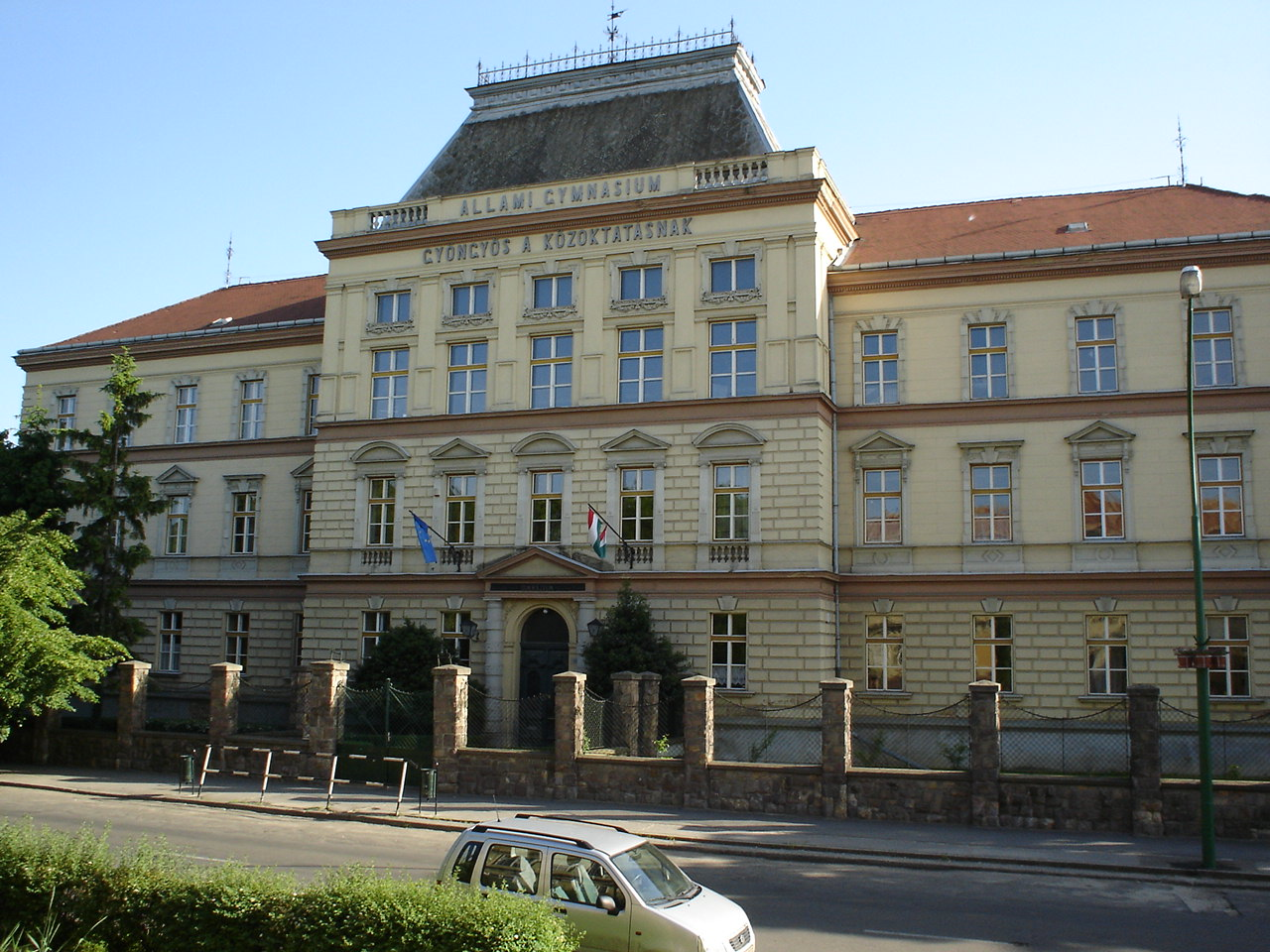
Lycée.
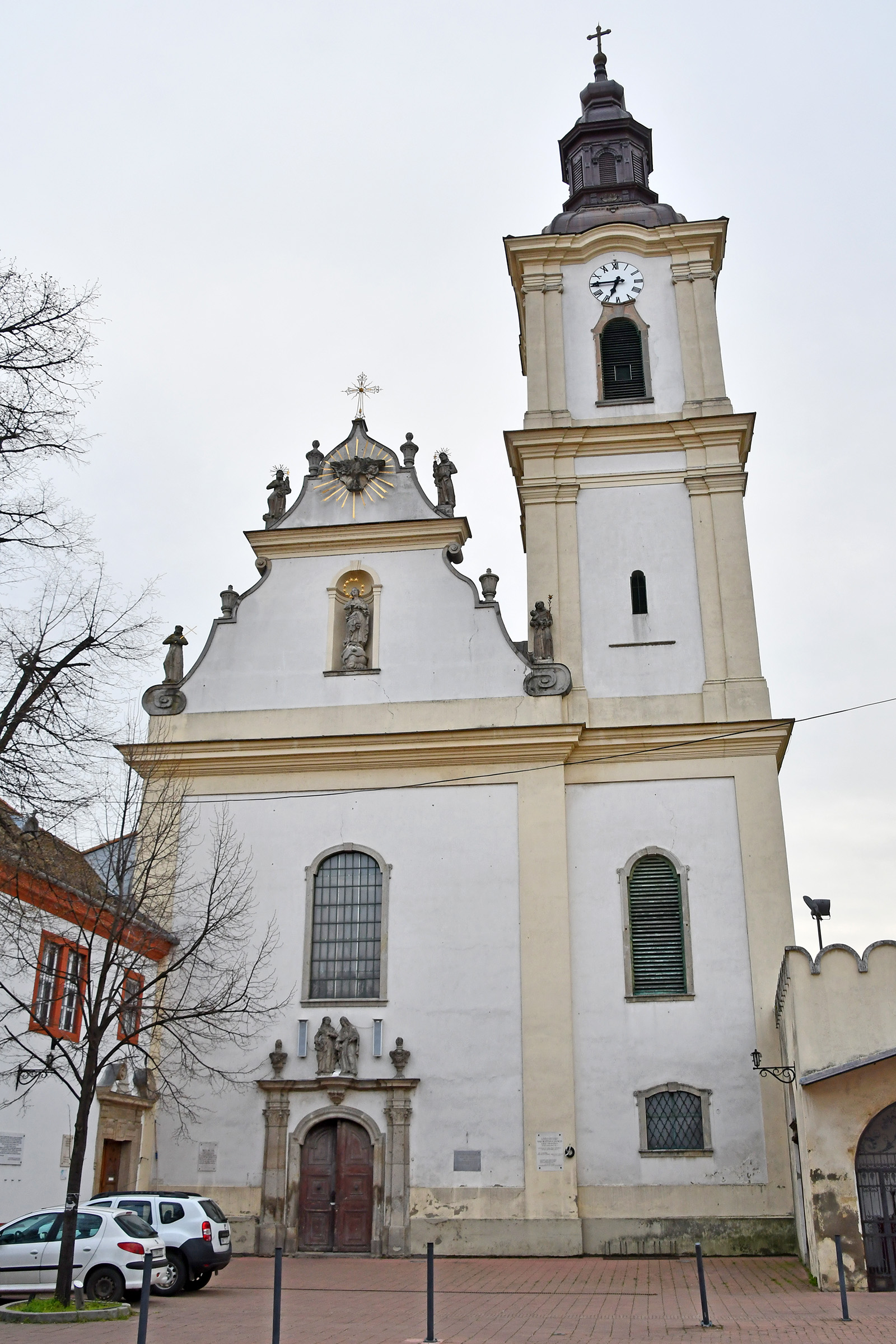
Église des Franciscains.
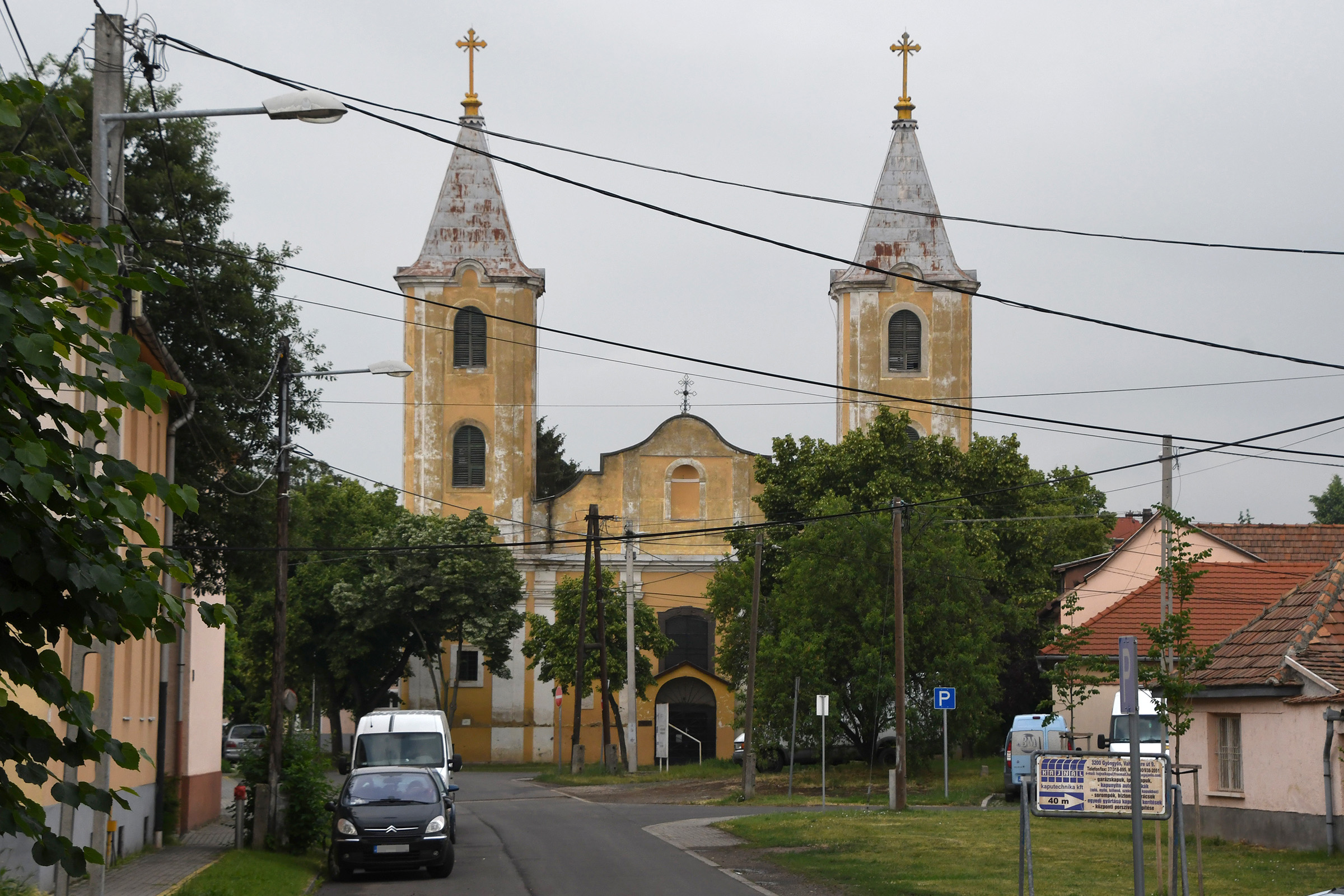
Église Saint-Urbain.
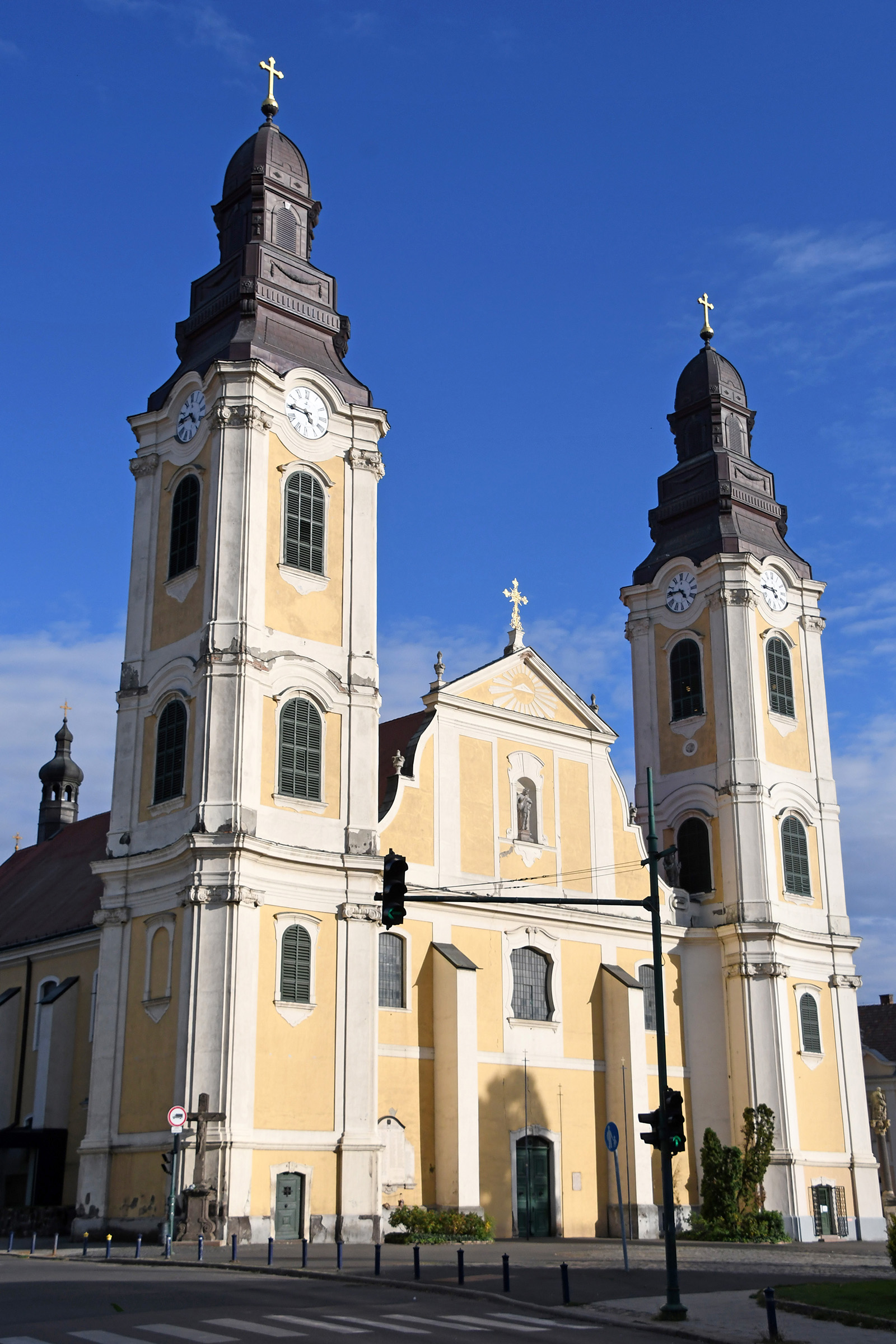
Église Saint-Barthélemy